# 디지털 오디오 방송
디지털 오디오 방송(Digital Audio Broadcasting, DAB)은 디지털 라디오 기술로서 유럽을 비롯하여 여러 나라 라디오방송국에서 사용되고 있다(2006년 기준으로 전 세계적으로 약 1,000개의 방송국이 사용하고 있다.). DAB 표준은 1980년대에 고안되었고, 오디오 음질이 우수하고, 동일한 방송 스펙트럼으로 여러 방송을 송출할 수 있으며 잡음과 다중경로, 페이딩, 채널 간 간섭에 강한 점 등, 기존의 아날로그 FM 라디오에 비해 여러 가지 장점을 갖는다. 다만 영국의 사례처럼 방송국 수를 늘리기 위해 비트레이트를 낮추는 경우 오히려 FM보다 음질이 떨어질 수도 있다.
2007년에는 DAB+라는 업그레이드 버전이 발표되었다. DAB+는 AAC+ 오디오 코덱을 적용하여 DAB보다 약 네 배 가량의 효율을 가지며, 64kbit/s로도 CD 수준의 음질을 제공할 수 있다. 리드 솔로몬 에러 정정 코딩을 추가하여 체감 음질은 더욱 뛰어나다. 그러나 DAB와의 역호환성은 없다.
이탈리아에서 DAB+를 시작했고, 몰타, 스위스, 헝가리, 호주, 이어서 독일, 영국 등이 2008~2010년 정도에 DAB+를 시행코자 계획하고 있다.

## 역사
DAB는 1981년부터 시작되어 1988년, 독일에서 처음 전송이 이루어졌다. 후에 EU의 연구 프로젝트로 개발되어 Eureck-147이라고도 불린다. MPEG-1 오디오 계층 II (MP2) 코덱이 EU147 프로젝트의 일환으로 개발되었다. DAB는 OFDM에 근간한 최초의 표준이다. OFDM (orthogonal frequency division multiplexing) 변조 기술은 이후 현대 광대역 디지털 통신 시스템에서 가장 널리 쓰이는 전송 스키마가 되었다.
1990년에는 오디오 코덱과, 변조 및 에러 정정 코딩 스키마를 선택하였고, 첫 시험방송이 이루어졌다. 프로토콜 명세는 1993년 확정되었고, ITU-T, EC, ETSI 등에서 표준안으로 채택하였다. 영국은 최초로 DAB를 사용하여 라디오 방송을 실시하였고, 2001년에는 BBC를 비롯하여 50개 이상의 상업적인 서비스가 수행되었다. 2006년에는 5억명 이상이 DAB 방송을 들었고, 전 세계적으로는 1000여 개의 방송국에서 DAB 포맷으로 방송을 송출했다. 1997년 출범한 WorldDAB 포럼은 2006년, WorldDMB 포럼으로 바뀌어 DAB, DAB+, DMB 표준을 관장한다.
World DMB Forum 은 AAC+ 오디오 코덱과 보다 강한 에러 정정 코딩을 채택하여 DAB+ 시스템을 만들었다.

## DAB와 FM/AM 비교
전통적인 라디오 프로그램들은 FM과 AM을 통해 다른 주파수로 방송되고, 라디오는 특정 방송을 듣기 위해서는 각 주파수에 맞게 튜닝해야 했다. 적은 수의 방송을 위해서도 많은 양의 주파수 스펙트럼을 필요로 하여 사용자들의 선택의 폭이 좁았다. DAB는 디지털 라디오 방송 시스템으로, 다중화 (multiplexing)와 압축 기술을 통해 여러 오디오 스트림을 DAB 앙상블이라 불리는 하나의 방송 주파수에 보낼 수 있다.
DAB 앙상블 내에서 각 방송사는 상이한 비트 레이트를 할당받을 수 있고, 평균 비트 레이트를 낮춘다면 하나의 앙상블 내에서 채널 수를 늘릴 수 있다. 그러나 이때 스트림의 품질은 낮아지는 것을 감수해야 한다. DAB 표준에서의 에러 정정은 신호를 보다 강건하게 해 주지만 스트림을 위해 사용할 수 있는 총 비트 레이트는 감소하게 된다.
DAB는 스펙트럼 효율을 상당히 높여준다. spectral efficiency는 MHz 당 프로그램 수로 측정된다. DAB는 이 효율이 아날로그 통신에서보다 높아 (특히 주요 도시 밖의 지역에서) 사용자가 들을 수 있는 방송 수가 늘어난다.

## 음질
라디오 방송을 디지털화하는 원래의 목적은 신뢰도를 높이고 잡음이나 채널 간 간섭, 다중경로에 보다 강하게 하기 위함이었다. 그러나 영국, 덴마크, 노르웨이, 스위스 등, DAB 선두 그룹들은 98%의 스테레오 라디오 방송이 FM보다 음질이 떨어지는 것을 경험했다. 이는 그들이 사용하는 비트 레이트 수준이 (128kbit/s) MPEG-1 Layer 2 오디오 코덱으로 쓰기에 너무 낮았기 때문이다. MP3 코덱조차 완성되지 않았던 DAB 개발 당시에는 MP2 코덱를 채택할 수 밖에 없었는데, 현재 기준에서 보면 대단히 낡은 코덱으로 최신의 압축 코덱에 비해 효율성이 크게 떨어지는 편이다. BBC는 2006년 전송 비트 레이트를 192에서 160 kbit/s로 낮추었는데, 이로 인해 음질이 떨어졌다는 불평을 사기도 했다. 한편, 영국 정부는 한정된 주파수 스펙트럼에 가능한 한 많은 방송국을 유치하여 (squeeze in) 라이센스 수입을 늘리고자 했다. 이를 위해, 최소한의 음질 수준까지 비트 레이트를 낮추거나 고도의 압축을 사용하는 것, 스테레오 방송 채널 수를 줄이는 방법 들을 사용했다. 이로 인해 음질이 많이 낮아졌지만, 현재는 94%정도가 FM과 비교하여 동일하거나 더 나은 음질이라고 인식한다. 하지만 최신 코덱인 HE-ACC를 채용한 DAB+의 경우 위와 같은 불만이 줄어들 것으로 보인다.

## DAB의 장점
현재의 AM, FM 지상파 방송 기술은 잘 확립되어 있고 제조 비용이 적지만, 이를 감안하더라도 DAB는 다음과 같은 장점을 가지고 있다.
- 최종 사용자 입장에서 기능이 향상됨.
- 자동 튜닝, 프로그램 가이드 등 방송 리스트 제공.
- 라디오텍스트 (Dynamic Label Segment, DLS)를 통해 노래 제목, 뉴스, 교통 정보 등 실시간 정보를 제공.
- 기타, 실시간 방송 시에 일시정지 기능, 방송 스트림을 로컬 플래시 메모리에 캐시하는 기능 등 제공.
- SFN 사용으로 주파수 효율성을 높여 방송국 수 증가. 특히 도회지 밖에서는 DAB로 인해 방송 선택의 폭이 넓어짐. (노르웨이 남부 지방의 예로, 2006년 11월 기준으로 6개에서 21개 방송으로 증가)
- 수신 품질 향상
- 다중경로 페이딩과 신호 잡음 등으로 인해 수신 음질이 나빠지는 것을 방지한다.
- 불법적인 라디오 전송 (pirate radio) 방지.
- non-music 프로그램은 음악 방송보다 대역폭이 적어도 되는데, DAB는 대역폭을 가변적으로 사용할 수 있게 해 준다. 그러나 이 때문에 모노로 방송하는 경우도 늘어났다.

## DAB의 문제점
- DAB의 유연성이 잘못 활용되어 음악 방송임에도 불구하고 많은 채널을 내보내기 위해 모노로 방송되고 음질이 떨어지는 사례가 생김.
- 옛날 버전의 DAB를 사용할 경우, 약한 에러 정정 코딩을 사용하여 커버리지 내에서 수신할 때에도 수신 품질이 낮아지고 bubbling mud 현상이 발생하였다.
- SFN의 특성상 동일 신호를 동일한 시간에 전송해야 하므로, 멀티플렉스에서부터 다른 트랜스미터로 신호를 전달할 때 지나는 경로들의 방식이나 거리의 차이로 인해 초래되는 것들을 보상하여 sync를 맞추어야 한다. 이를 위해서 최대 propagation time을 예측하여 유입되는 신호를 지연시켜야 하며, deinterleaving 등의 디지털 처리를 위해 수신기에서도 지연 시간이 발생하여 수신자 입장에서 2초 정도의 신호 지연이 발생함.
- 신생 기술인 DAB는 커버리지가 전통적으로 많은 인구층을 커버하는 FM보다 적음.
- 송신 비용이 FM보다 훨씬 비싸고, 방송사들이 비용을 줄이려는 노력으로 앙상블에 너무 많은 채널을 전송하려는 경향이 있어, 전통적인 FM 음질보다 떨어질 우려가 있음.
- DAB+는 훨씬 향상된 HE-ACC 코덱을 채택했지만, 구식 DAB 수신기가 많이 보급된 영국에서는 이들 수신기의 호환성이 문제가 됨. 이전의 MPEG-1 Layer 2 방송을 중단할 경우 이러한 수신기들은 쓸모없게 되는 것이다.
- DAB는 디지털 신호 처리 기술을 필요로 하며, 수신된 디지털 신호를 아날로그 오디오 콘텐츠로 전환하기 위해서는 이를 위한 전력이 많이 필요하다. 이는 배터리 수명이 중요한 휴대 기기들에게 불리하다. FM 모드와 비교하여 1/6, 1/12 정도의 배터리 수명을 보인다.

## DAB 기술
Band: wide-bandwidth 방송 기술을 사용하고, 대개는 Band III (174-240 MHz)와 L band (1452-1492 MHz)가 할당됨. 30MHz 이상이면 거의 모두 가능함.
Mode: 4 가지 전송 모드를 지정함.
- Mode I for Band III, Earth

- Mode II for L-Band, Earth & satellite

- Mode III for frequencies below 3 GHz, Earth & satellite

- Mode IV for L-Band, Earth & satellite

프로토콜 스택
application layer에 오디오 코덱, physical layer에 에러 정정 코딩과 OFDM 변조 기술 사용.
오디오 코덱: 초기에는 MPEG-1 Audio Layer 2 오디오 코덱을 사용하였고, DAB+ 표준은 HE-AAC 버전 2 오디오 코덱을 채택함. AAC+는 MP2보다 세 배 이상 효율적이어서 훨씬 뛰어난 음질과 많은 수의 방송을 제공한다. DAB 멀티플렉서의 용량은 고정적이어서 오디오 코덱 효율이 늘어날수록 더 많은 수의 방송을 할 수 있다.
에러 정정 코딩: Error-correction coding (ECC)는 주어진 신호 강도 내에서 얼마나 강건한 수신 품질을 갖는지 결정하는 중요한 기술이다. DAB 초기에는 에러 정정 코딩으로 punctured convolutional coding을 사용하였다. 이는 unequal error protection (UEP), 즉, 에러 인식이 쉬운 오디오 비트 스트림에는 보호 수준을 높이는(즉, 낮은 code rate) 등, 내용에 따라 차등적인 코드 레이트를 적용하는 방식이었다. 그러나, UEP 스키마는 사용자가 좋은 수신을 받거나 전혀 받지 않는 경우 사이에서, gray area (무선 통신에서 완전히 'digital cliff'를 경험하는 것과 달리)을 초래하였다.
DAB+는 외부 계층 코딩(즉, 기존의 DAB 시스템에서 사용된 내부 계층 콘볼루션 코딩 주변에)으로 Reed-Solomon ECC를 사용한다. DAB+는 콘볼루션 코딩으로 UEP가 아닌 equal error protection (EEP)를 사용한다.
이러한 concatenated coding, 즉 내부 계층 코딩 + byte interleaver + 외부 계층의 리드 솔로몬 코딩은 1990년대에 많이 사용되었다. 다른 시스템에 비해 DAB+의 특징은 Forney interleaving 보다 byte interleaver를 사용하여 인터리버 깊이를 깊게 하고, 이는 비트 스트림에서 에러 버스트가 퍼지는 거리를 늘려주어 리드 솔로몬 에러 디코더가 에러를 더 잘 정정할 수 있게 해 준다.
Modulation (변조 기술): OFDM과 DQPSK 변조 기술로 equalization 없이도 페이딩과, 다중경로 전송으로 인한 심볼간 간섭 현상을 예방할 수 있다. 전송 모드 1 (TM1)을 사용하므로, OFDM 변조는 병렬로 전송되는 1,536 서브캐리어로 구성된다. OFDM 심볼의 유효 부분은 1 밀리세컨드이므로 OFDM 서브캐리어들은 각각 대역폭이 1 kHz이며 전반적인 OFDM 채널 대역폭은 1,537 kHz이다. 전송모드 1의 OFDM 가드 인터벌은 246 밀리세컨드이므로 OFDM 심볼 지속기간은 대체로 1.246 밀리세컨드가 된다. 가드 인터벌 시간은 동일한 단일 주파수 네트워크의 transmitter의 최대 seperation을 결정하기도 한다. 전송모드 1의 경우는 74 km이다.
SFN (Single-frequency networks): OFDM은 SFN 사용을 가능하게 해 준다. 이는 transmitter의 네트워크가 나라 전반에 걸쳐, 넓은 영역을 커버할 수 있음을 의미한다. 그러면 모든 송출기들이 동일한 전송 주파수를 사용한다. SFN의 일부인 송출기들은 다른 송출기들과 시간 싱크를 정확히 맞추어야 한다.
수신기에서 여러 송출기들로부터 신호를 받을 때, 만약 OFDM 가드 인터벌보다 한 신호의 지연 시간이 길어지면 수신에 어려움이 생긴다. SFN에 저전력 중계기를 더하여 수신 품질을 높이는 방법이 있다.
비트 레이트(bit rate): 하나의 앙상블은 전송할 수 있는 최대 비트 레이트 값을 갖지만, 이는 에러 보호 수준에 따라 달라진다. 그러나 모든 DAB 멀티플렉스는 총 864 개의 capacity unit (CU)를 나를 수 있다. 특정 비트 레이트 수준에서 필요로 하는 CU 수는 전송에 더해진 에러 정정 정도에 따라 달라진다. 영국의 경우 대부분의 서비스들은 protection 수준 3으로 전송되고, 이는 평균 1/2의 ECC code rate를 제공하며, 이는 1184 kbit/s의 멀티플렉스 당 최대 비트 레이트와 같다.
서비스와 앙상블: 하나의 앙상블(흔히 multiplex라고 불린다)에 다음과 같이 다양한 서비스들이 포함된다.
- Primary services, like main radio stations

- Secondary services, like additional sports commentaries

- Data services

- Electronic Programme Guide (EPG)

- Collections of HTML pages and digital images (Known as 'Broadcast Web Sites')

- Slideshows, which may be synchronised with audio broadcasts

- Video

- Java Platform Applications

- IP tunneling

- 기타 데이터

## DAB+
Eureka 147은 여러 DAB 버전의 인프라스트럭쳐를 제공하는데, DAB의 발전된 형태가 DMB와 DAB+이다.
DAB+: WorldDMB는 2006년, 역호환성이 없는 업그레이드 표준으로 DAB+를 발표함.
DAB+의 특징은 HE-AAC v2 audio codec (AAC+)을 채택하고, MPEG Surround 오디오 포맷과 보다 강한 error correction coding인 Reed-Solomon 코딩을 채택했다. 역호환성이 없으므로 DAB 수신기들이 DAB+ 표준의 방송을 수신하기 위해 2007년 펌웨어 업그레이드를 실시했다. 업그레이드 가능한 수신기는 제품에 표시가 되어 있다. 2010년 이후로 DAB+를 지원하는 수신기가 점차 늘어나고 있다.

## DMB
DAB 관련 표준인 Digital Multimedia Broadcasting (DMB)과 DAB-IP는 비디오 코덱으로 각각 MPEG 4 AVC와 WMV9를 지원하므로 모두 모바일 라디오와 TV에 적합하다. 그러나 DMB 비디오 서브채널은 어떤 DAB 전송에도 쉽게 추가될 수 있다. DMB는 DAB 서브채널에 전송되도록 설계되었기 때문이다. 한국의 DMB 방송은 전통적인 MPEG1 Layer II DAB 오디오 서비스와 DMB 비디오 서비스를 전송한다.

## Digital Radio Receiver Profile
WorldDMB는 DAB, DAB+, DMB 등 규격 및 기술적 용어로 인한 사용자들의 혼란을 줄이고 이 규격들을 사용한 사업의 활성화를 위해 2008년 9월, "One Digital Radio Receiver for Europe"이라는 목표로 디지털 라디오 수신기 프로파일을 발표하였다. 최소 사양의 수신기에서부터 화면이 비교적 큰 수신기에 이르기까지, 필수, 선택 기능을 명시하여 Profile 1, 2, 3로 나누었다.

## DAB 구현 지역

DAB 구현 지역 지도.

전 세계 20개국 이상이 DAB 방송을 제공한다. 영국, 덴마크, 노르웨이, 벨기에, 스위스, 대한민국 등이 대표 주자이며, 대한민국은 DMB방송과 DAB방송을 동시실시하고 있다.
영국은 최근 여러 난제들로 인해 채널4 운영을 취소하였다.
대한민국은 지상파DMB의 개국과 함께 실시했으나 현재는 방송중인 채널이 없다.

## 같이 보기
- 디지털 멀티미디어 방송
- 디지털 라디오 몬디얼 (Digital Radio Mondiale, DRM)
- 디지털 라디오
- 위성 라디오